# Coniopteryx (Xeroconiopteryx) virgina
Coniopteryx (Xeroconiopteryx) virgina is een insect uit de familie van de dwerggaasvliegen (Coniopterygidae), die tot de orde netvleugeligen (Neuroptera) behoort. 
Coniopteryx (Xeroconiopteryx) virgina is voor het eerst wetenschappelijk beschreven door Meinander in 1990.